# Schaaktheorie
De Schaaktheorie omvat de leer van de grondregels en van de beginselen van het schaakspel en kan onderverdeeld worden in:
- de theorie van de opening
- de theorie van het middenspel
- de theorie van het eindspel

Over deze drie indelingen is een groot aantal boeken geschreven waarin de schaker zich kan verdiepen om een zo sterk mogelijke partij te kunnen spelen. Wereldkampioen Wilhelm Steinitz (1836-1900) heeft hiertoe de aanzet gegeven. 
De Nederlandse schaker Max Euwe (1901-1981) heeft veel boeken over de schaakopening, het middenspel en het eindspel geschreven.

Zijn serie "Theorie der Schaakopeningen" is wereldwijd bekend.

Bijna alle grootmeesters hebben een flink repertoire aan schaakopeningen paraat.